# Battarreoides
Battarreoides — рід грибів родини Agaricaceae. Назва вперше опублікована 1953 року.

## Класифікація
До роду Battarreoides відносять 2 види:
- Battarreoides diguetii
- Battarreoides potosinus